# 錫福德 (紐約州)
錫福德（英語：Seaford）是位於美國紐約州拿騷縣的普查規定居民點。

## 人口
根據2020年美國人口普查的數據，錫福德的面積為6.90平方千米，當中陸地面積為6.76平方千米，而水域面積為0.14平方千米。當地共有人口15251人，而人口密度為每平方千米2,210.29人。